# ダンヴィユ公爵の遠征

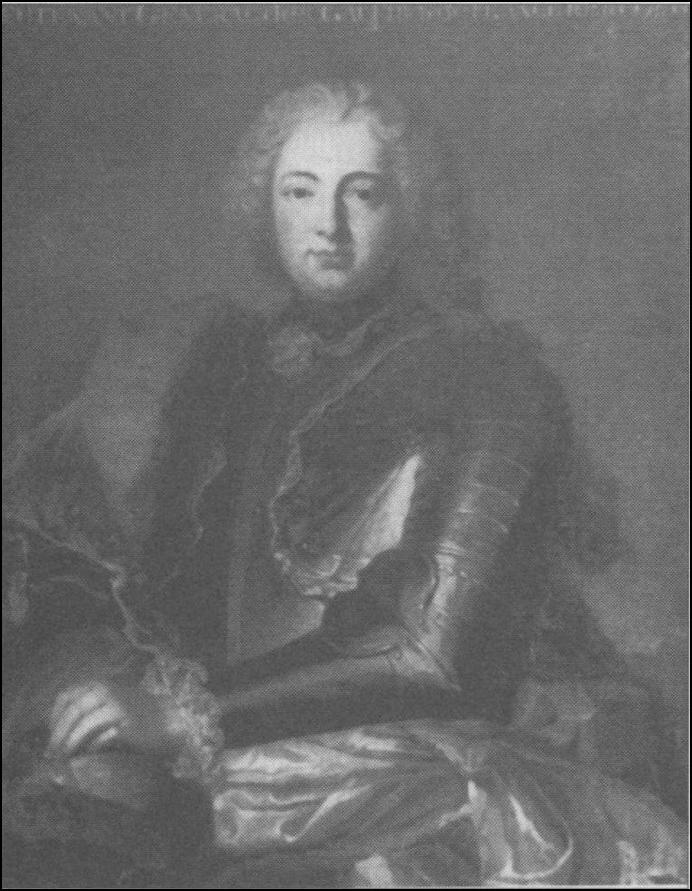
ダンヴィユ公爵ジャン＝バティスト・ルイ・フレデリック・ド・ラ・ロシュフォール・ド・ロイエ

ダンヴィユ公爵の遠征（ダンヴィユこうしゃくのえんせい）は、アカディア半島（現在のノバスコシアの大部分）再奪還のために、フランスが1746年6月に派遣した遠征隊である。アメリカ独立戦争以前では、アメリカ大陸に派遣された軍勢としては最も大きなものであった。ジョージ王戦争中の、フランスによるアナポリスロイヤル（ノバスコシアの首都、かつてのポートロワイヤル）奪還の試みは、これで4度目であり、かつ最後であった。上陸後は、ケベック駐屯軍の援軍を受けることになっていた。ダンヴィユ公爵ジャン＝バティスト・ルイ・フレデリック・ド・ラ・ロシュフォール・ド・ロイエは、イギリスからアカディアを奪い返すのみならず、ボストンを火の海にし、ニューイングランドと西インド諸島を破壊するように指令を受けていた。この遠征の知らせは、ニューヨークとニューイングランドを恐怖に陥れた。
この遠征は完全な失敗だった。遠征隊は悪天候に悩まされ、大西洋横断に3か月を要した。艦隊の乗組員や兵士は、遠征隊がチェブクト湾（現在のハリファクス港）に到着する前に病気に苦しめられ、ダンヴィユも到着後ほどなくして死亡した。ダンヴィユのあとを継いだ部下たちは、アナポリスロイヤルに襲撃をかけようとしたが、結局は断念してフランスに戻った。

## 遠征

### 歴史的背景と航海
1745年のルイブールの戦いで手痛い敗北を味わったフランスは、ダンヴィユに指令を与えた。すなわち、アカディアを奪還し、ヌーベルフランスを守って、アカディアと、ニューファンドランド島のイギリス人入植地に対し、できるだけ大規模な軍事行動を起こすように命令した。

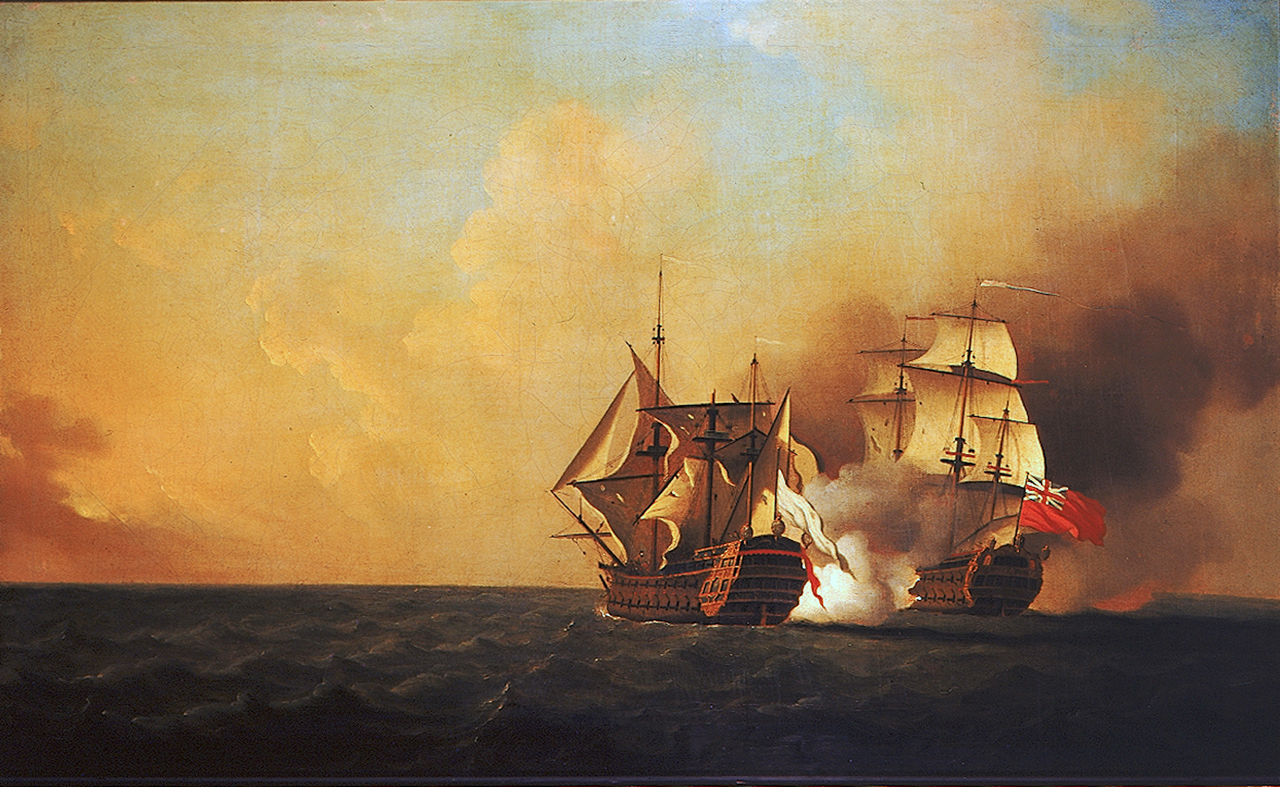
ノッティンガムとル・マールの海戦
サミュエル・スコット作

遠征隊は11,000人の兵士及び乗組員、64隻の艦で構成されていた。
海軍中将のダンヴィユは、海軍少将のジャック＝ピエール・ド・タファネル・ド・ラ・ジョンキエール（ラ・ジョンキエール侯爵）とコンスタンタン＝ルイ・デストゥールメルの助力を得た。出港準備に手間取り、1746年の6月22日になってからエクス島を出港した。アゾレス諸島沖では長い、静まり返った凪の状態が続いた。この後に嵐が来て、数隻の艦に落雷があった。ある艦ではこのために火薬庫が爆発して30人以上が死傷した。8月24日の時点で、出港から2か月以上経過しているのもかかわらず、ノバスコシアまではまだ300リーグ（900マイル、1448キロ）もあった。

### ノバスコシア上陸

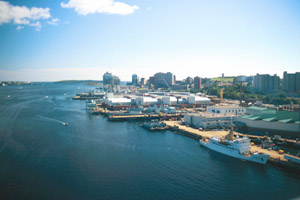
ハリファクス港

9月10日、遠征の戦闘集団がサーブル島に上陸した。その3日後に艦が暴風により散らされ、艦に大きな損傷を与えて、その後フランスに戻さざるを得なくなった 。軍艦ル・マール（Le Mars）も損傷を受けた。この艦は暴風の際に、サーブル島の沖に係留されており、損傷がひどく、ル・ラファエル（Le Raphael）と共にフランスに戻されることになった。その後数週間たって、また暴風が吹き荒れ、ル・マールはまたも損傷を受け、ル・ラファエルと離れ離れになった。アイルランドから20リーグ（97キロ）の沖合で、イギリス艦のノッティンガムがル・マールを見つけ、拿捕した。後のフレンチ・インディアン戦争中に、このル・マールは岩に当たって沈没するが、その場所はル・マール・ロックとして今日も知られている。
遠征では、食糧不足、発疹チフス、赤痢、そして壊血病で多くの者が死亡した。ノバスコシア到着後も多くの者が死んで行き、9月27日にはダンヴィユも死亡して、ヌーベルフランスの次期総督であるラ・ジョンキエール侯爵が後を継いだ。しかし10月、ジョンキエールの艦隊はフランスに戻り、その時も多くの乗組員や兵に犠牲者が出て、嵐で艦を失った。
ケベックから、ダンヴィユの遠征隊と合流するため、ジャン＝バティスト・ニコラ・ロック・ド・ラムザイの遠征隊が派遣されてきた。フランス人聖職者のジャン＝ルイ・ル・ルートルがこの両者の連携を取る予定で、ド・ラムゼイの軍は1746年7月にノバスコシアに到着した。この軍には21人の士官と700人の兵がいて、ボーバサンに野営を張り、セントジョン川の流域から300人のアベナキ族、ノバスコシアからミクマク族を300人招集した。フランスとインディアンの同盟軍は総勢1300人にもなった。ラムザイの兵は夏から秋にかけて、到着が遅れているダンヴィユの遠征隊を待った。この時期ラムザイは、現在のプリンスエドワード島のポール・ラ・ジョワでの激闘を制してイギリス軍40人を殺し、残りを捕虜とした。

## アナポリスロイヤル攻撃
チェブクトに錨をおろした44隻の船は、5週間ほどとどめ置かれたままだった。9月29日に、ダンヴィユの代行として指揮を執ったコンスタンタン＝ルイ・デストゥーメルが、アナポリスロイヤルへの攻撃のため、遠征隊から1500人の兵士と、ラムザイ軍から300人の兵士を送り込むことを決めた。しかしデストゥールメルは、それだけの任務の遂行能力がなく、そして、指揮官も自分には向かないと考えており、周囲への過剰な気配りから、協力者を募ることをよしとせず、結局、絶望と不安、怒りの末、自分の周囲はすべて敵であるという思いに駆られ、自らの剣で自殺まで図るはめになった。
次に遠征隊の指揮官を引き受けたのは、ヌーベルフランスの次期総督に任命され、艦隊と共にカナダにやって来たジョンキエールだった。アナポリスロイヤル攻撃計画が推し進められる一方で、兵士たちが次々と病気で死んで行き、10月の半ばまでには、チェブクトに上陸した者のうちの41パーセントが死亡、または重体であった。その数は下士官、乗組員そして兵士を含めて12,861人だった。病気はミクマク族や、ラムザイの兵士たちにも伝染して行った。

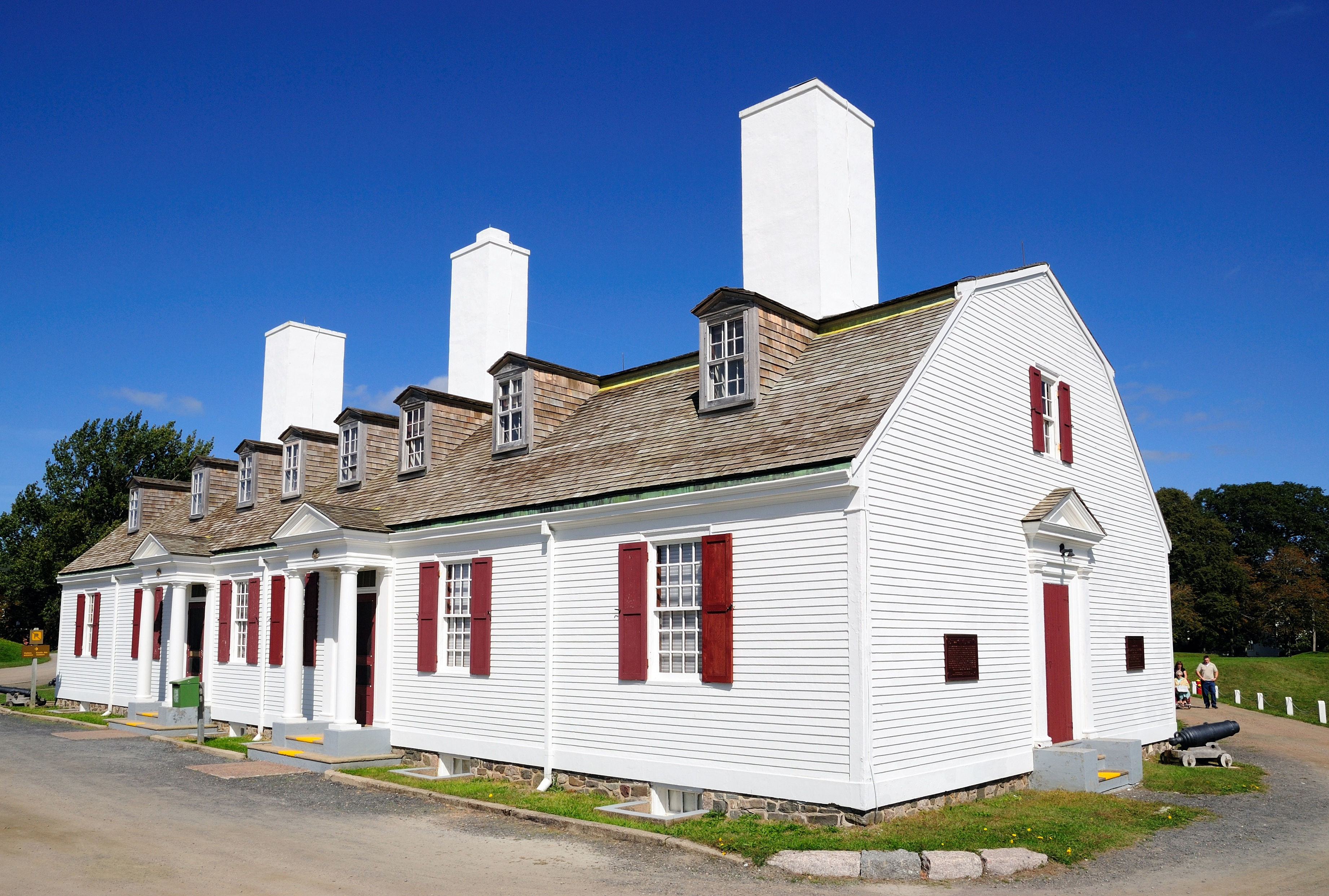
アナポリスロイヤルのアン砦

10月半ばまでに、300人のラムザイの軍勢はアナポリスロイヤルに到着した、フランスとインディアンの部隊はアナポリスに野営を張って、3週間の間、兵士と砲兵を乗せた艦隊が着くのを待っていた。彼らはミナスとイギリスの交信の断絶や、砦の駐屯兵とアカディア人の接触の阻止に努めていた。
10月24日、42隻の艦がチェブクトを発った。艦隊では、ミナスに住むアカディア人約50人が案内を務めていた。うち3隻の病院船が危篤状態の者を乗せてフランスに発ち、13隻の艦が、アナポリスロイヤルの攻撃に参加する、94人の士官と1410人の兵士を乗せて出港した。2日後、アナポリスロイヤルへの艦隊がケープネグロを発った時、ジョンキエールは心変わりした。艦隊にフランスへ向かうように命じ、ラムザイに、アナポリスロイヤルを撤退するようにという指示を伝えたのだ。

## ラムザイとその後のアカディア
1746年秋、フランスが遠征隊を送り込んだことにより、マサチューセッツ湾直轄植民地の総督ウィリアム・シャーリーは、イギリスによるアカディア支配を守るため、同年の12月に、大佐のアーサー・ノーブルとニューイングランド兵、そしてアナポリスの駐屯兵数名をアカディアに派遣した。彼らは困難をきわめつつも、グランプレのミナス地域にたどり着き、ミナスの民家に分泊した。ノーブルが、ラムザイとの戦闘を春まで延長することにしたからである。誰もが、雪中での戦闘は不可能だと思っていたが、ラムザイは違っていた。マサチューセッツ軍は、ラムザイの居場所を知るとすぐに夜襲を仕掛けたため、アカディア人から報復の可能性を警告されたが、ノーブルはたかをくくっていた。雪が5メートルも積もっており、おそらく兵もそういないだろうと考えていたのである。しかし2月の始め、ニューイングランド軍は、ラムザイ軍に包囲されているのに気付いた。この時60人のイギリス兵が殺され、70人が負傷し、大尉のベンジャミン・ゴールズウェイトは降伏した。
ダンヴィユの遠征の失敗は、アカディア人の戦争への加担に深刻な含みをもたらすことになった。彼らのフランス勝つべしの思いは揺らぎ、遠征失敗の後、アカディア総督のポール・マスカレンは、アカディア人たちに、フランスの支配下に戻ろうなどという夢は避けるようにと通告した"。あるフランス人士官は、このように記している。「ラムザイがアナポリスロイヤルを撤退するとき、アカディア人たちは不安に陥り、失望した。これで自分たちは、イギリスから懲罰を受けることになると思ったのである」
ダンヴィユ遠征隊の野営地は、現在カナダ国定史跡となっている。

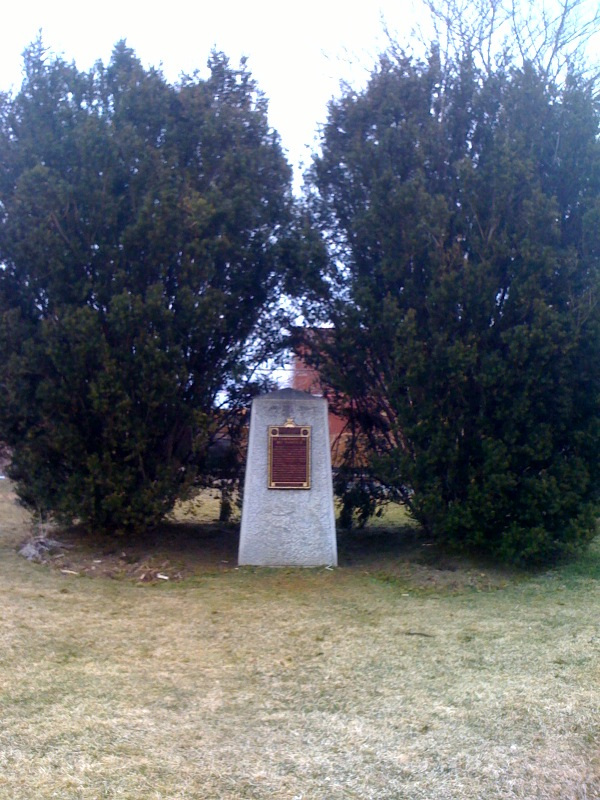
野営地跡にあるダンヴィユ遠征隊の記念碑
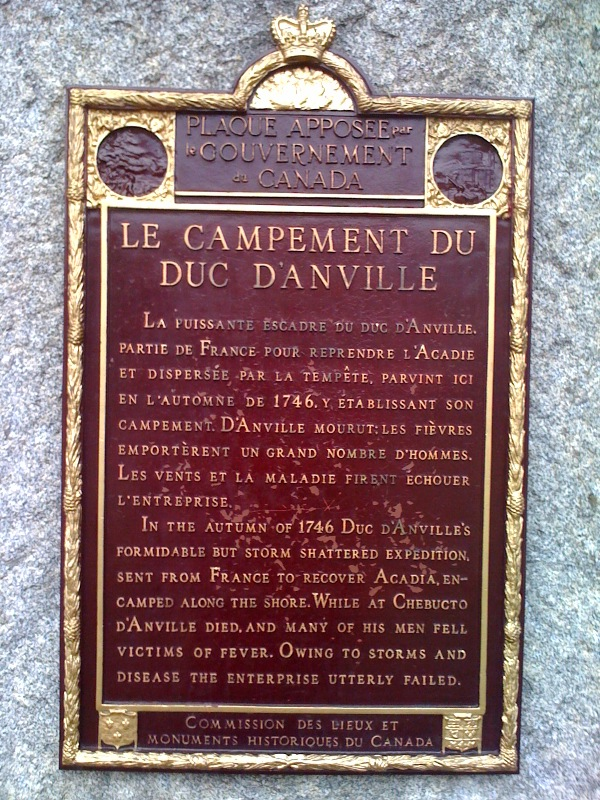
記念碑の銘板